# Remisto
Remisto (fallecido en el 456) fue un militar romano occidental. Ocupó el cargo de magister militum entre los años 455 y 456, bajo el gobierno de Avito.

## Biografía
Remisto era un godo y se le considera el primer militar netamente bárbaro que fue investido como magister militum.
Fue nombrado por Avito tras su elevación a emperador el 9 de julio del año 455. En ese momento, Avito se encontraba en la Galia por lo que se trasladó a Roma a la vez que enviaba a Remisto a Rávena con un contingente de mercenarios godos.
No parece que la actividad de Remisto fuese más allá del control de Rávena ya que las acciones militares más importantes durante el gobierno de Avito fueron realizadas por el rey godo Teodorico I —la defensa de la Tarraconensis frente a una invasión sueva— y por el magister del ejército en Italia, Ricimero, quién venció a los vándalos en las batallas navales de Agrigento (junto a Sicilia) y Córcega.
El descontento de la población italiana llevó a una revuelta contra Avito. En Rávena, las fuerzas rebeldes vencieron a los mercenarios godos comandados por Remisto matándolo, finalmente, en el palacio de Classis.